# Tiquicheode Nicolás Romero
Tiquicheode Nicolás Romero là một đô thị thuộc bang Michoacán, México. Năm 2005, dân số của đô thị này là 13665 người.